# Almussa

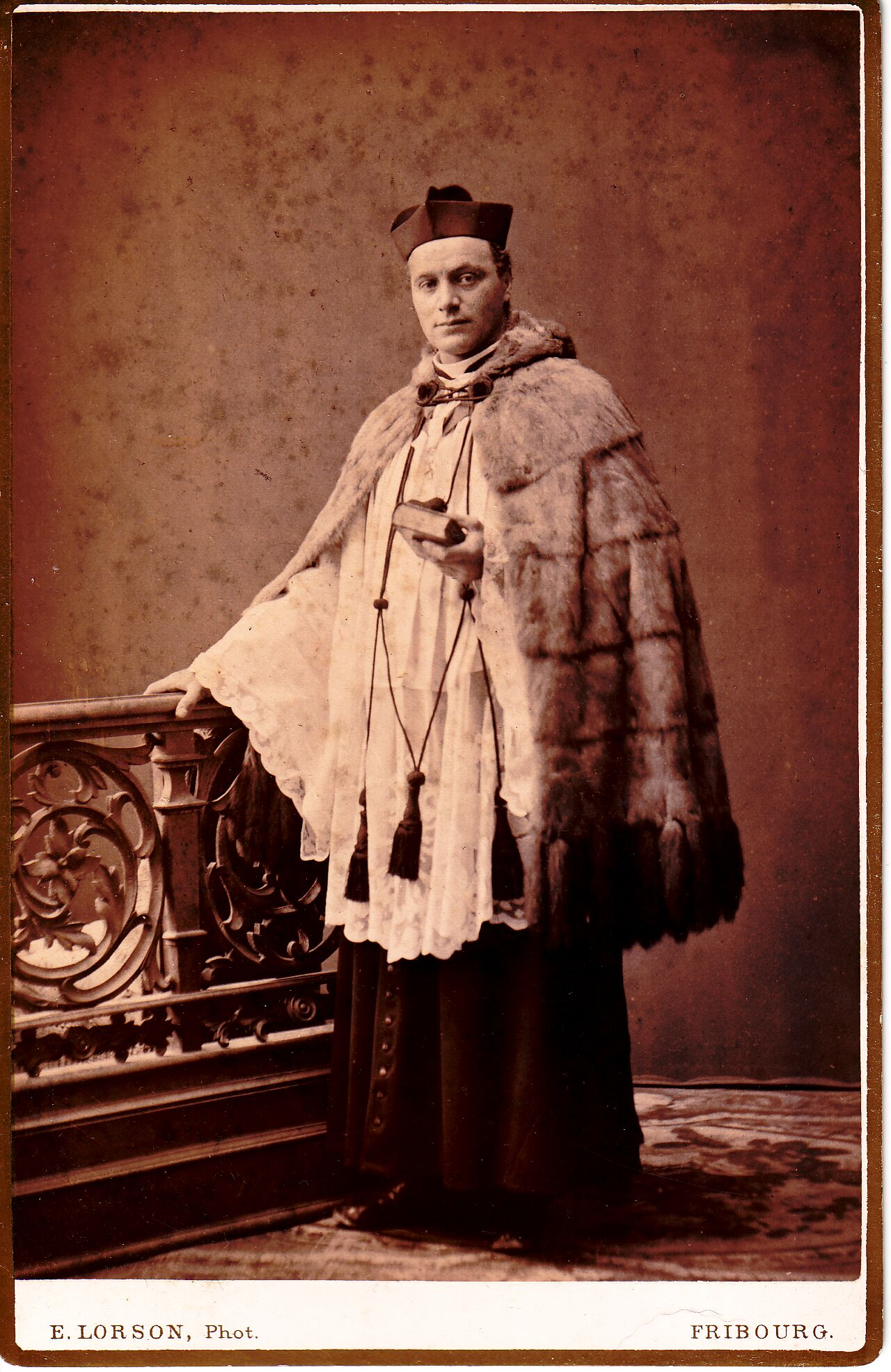
Almussa, portada per un prevere catòlic, Fribourg, c. 1900

Una almussa era una capa d'espatlla de pell desgastada portada com a hàbit coral a l'edat mitjana, especialment a Anglaterra. Inicialment, era emprada per la població en general. Es va trobar finalment sent emprada per alguns canonges regulars, com l'almutium blanc portat sobre el braç pels canonges Premonstratencs. També sobreviu a l'esclavina i a la caputxa emprades per alguns preveres anglicans.
L'almussa és definida per E. L. Cutts com una esclavina de drap negre amb una caputxa, folrada de pell, usat en el cor pels canonges, i en alguns comtats d'Anglaterra pels rectors parroquials. La capa acadèmica és un derivat de l'almussa medieval.